# La Vieille-Ville
La Vieille-Ville, aussi nommée La Vieilville ou Saulces-Vieille, est une ancienne commune française, située dans le département des Ardennes en région Grand Est.

## Géographie
|                                                         | Faissault                                              |                                                          |
| Machéroménil, aujourd'hui section de Corny-Machéroménil | de La Vieille-Ville                                    | Saulces-aux-Bois, aujourd'hui section de Saulces-Monclin |
|                                                         | Vauzelles, aujourd'hui section d'Auboncourt-Vauzelles. |                                                          |

Le village s'était développé, à l'écart de son centre historique, le long de la route (tour à tour royale, impériale ou nationale) de Rethel à Mézières (comme l'indiquait au milieu du XIXe siècle la carte d'état-major) , la route nationale 51 (à l'époque d'Orléans à Givet).

## Toponymie
La commune de La Vieille-Ville était parfois nommée Saulces-Vieille,, par différence avec la ville neuve qu'était Villefranche-sur-Saulce, fondée en 1205 par le comte de Rethel et le prieur de Novy ; ville qui prit plus tard le nom de Saulces-aux-Bois.

## Histoire
En 1828, les trois communes de Saulces-aux-Bois, de  La Vieille-Ville et de Monclin fusionnent pour former la nouvelle commune de Saulces-Monclin.

## Politique et administration
| Période                                  | Période | Identité | Étiquette | Qualité |
| ---------------------------------------- | ------- | -------- | --------- | ------- |
| Les données manquantes sont à compléter. |         |          |           |         |
|                                          |         |          |           |         |

## Démographie
| 1793 | 1800 | 1806 | 1821 |
| ---- | ---- | ---- | ---- |
| 101  | 93   | 93   | 89   |

Histogramme

(élaboration graphique par Wikipédia)